# Аероживопис
Аероживопис (на италиански: aeropittura) е движение в изкуството от края на 20-те години на 20 век, произлизащо от втората вълна на италианския футуризъм. Прокламирано е от „Манифест на аероживописта“ (Manifesto dell'aeropittura) от 22 септември 1929 г., подписан от Джакомо Бала, Фортунато Деперо, Джерардо Дотори, Филия, Филипо Томазо Маринети, съпругата му Бенедета Капа, Енрико Прамполини, художника и скулптор Мино Соменци и Тато (псевдоним на художника Гуглиемо Сансони). Този текст е ключов за новите привърженици на футуризма от 30-те години.
Макар и Маринети да е автор на първия „Манифест на футуризма“ (и няколко десетки след него), а Бала, Деперо и Прамполини да са основни представители на художественото течение, Дотори и други млади художници са тези, които представят аероживописта най-ярко.
Изхождайки от алегорията с препускащия автомобил от първия Манифест, както Маринети, така и фашисткото правителство придават важно значение на аеронавтиката през 20-те, възвеличавайки пилота в духа на Ницшеанския Свръхчовек.